# L'Affaire Paola
L'Affaire Paola — Fatal Remedies, dans l'édition originale en anglais — est un roman policier américain de Donna Leon publié en 1999. C'est le 8e roman de la série mettant en scène le personnage de Guido Brunetti.

## Résumé
Paola, femme du commissaire de police Guido Brunetti, est arrêtée par la police car elle a jeté un pavé dans la vitrine d'une agence de voyages. Paola suspecte en effet le commerce de promouvoir le tourisme sexuel. Le commissaire est provisoirement démis de ses fonctions par le vice-questeur Patta. L'affaire se complique avec l'assassinat quelques jours plus tard du patron de l'agence, avec, pour indice, une lettre anonyme l'accusant d'être un pornographe. La carrière et la vie du couple Brunetti s'en trouvent chamboulées. Mais en même temps, Brunetti est chargé de l’enquête d’un vol audacieux, dont le dénouement fera le lien avec la première affaire    

## Éditions

### Éditions originales en anglais
- (en) Donna Leon, Fatal Remedies, Londres, William Heinemann, mars 1999, 240 p. (ISBN 978-0-434-00419-5) — Édition britannique

### Éditions françaises
- Donna Leon (auteur) et William Olivier Desmond (traducteur), L'Affaire Paola [« Fatal Remedies »], Paris, Calmann-Lévy, coll. « Calmann-Lévy crime », 17 avril 2002, 282 p. (ISBN 978-2-7021-3285-2, BNF 38818755)
- Donna Leon (auteur) et William Olivier Desmond (traducteur), L'Affaire Paola [« Fatal Remedies »], Paris, Seuil, coll. « Points policier » (no 1089), 15 mai 2003, 328 p. (ISBN 978-2-02-055529-6, BNF 39003511)

## Adaptation télévisée
Le roman a fait l'objet d'une adaptation pour la télévision, en 2002, sous le même titre français (titre allemand original : In Sachen Signora Brunetti), dans le cadre de la série Commissaire Brunetti dans une réalisation de Sigi Rothemund, produite par le réseau ARD et initialement diffusée le 10 octobre 2002.